# رسول میرطرقی
رسول میرطرقی (زاده ۱ اسفند ۱۳۶۲) بازیکن فوتبال اهل شهر خمام در استان گیلان ایران است. میرطرقی که تیم نوجوانان شهرداری خمام را محل مناسبی برای تمرین و پیشرفت یافته بود اولین بازی خود را در رقابت های محلات خمام انجام داد و در همین مسابقات نخستین گل را با ضربه سر وارد دروازه حریف کرد. آن روزها رسول میرطرقی یک هافبک خوب به شمار می رفت ؛ از طریق دوستانش به باشگاه ملوان بندرانزلی راه پیدا کرد. درخشش در تمرینات این تیم قدیمی شمالی باعث شد تا مربیان باشگاه او را نزد خود نگه دارندو بدین ترتیب به نوجوانان ملوان بندرانزلی پیوست. میرطرقی مراحل پیشرفت را با سرعت هر چه تمام تر طی کرد و طولی نکشید از تیم جوانان ایران سر درآورد. اولین بار در تاریخ بیستم آبان ماه 77 بود که حمید درخشان وی را به تیم ملی نوجوانان دعوت کرد و بعدها که درخشان هدایت تیم جوانان را بر عهده گرفت، میرطرقی به تیم ملی جوانان دعوت شد و در هر دو رده هم کاپیتان بود.
این بازیکن خمامی نخستین بازی ملی اش را در زمین کرج مقابل نوجوانان روسیه انجام داد که تیم کشورمان 7 گل به حریف زد. او بعدها به تیم المپیک ایران نیز دعوت شد اما سابقه پوشیدن پیراهن تیم بزرگسالان ایران را ندارد.